# گابریل پوآ
گابریل پوآ (فرانسوی: Gabriel Poix‎؛ ۸ نوامبر ۱۸۸۸ – ۲۳ ژانویهٔ ۱۹۴۶) قایقران روئینگ اهل فرانسه بود.
وی در مسابقات کشوری و بین‌المللی در مجموع برندهٔ ۲ مدال طلا، ۱ مدال نقره شده‌است.